# Pan Braia
Pan Braia (Brae) a fost unul din sfetnicii domnitorului  Roman I al Moldovei (decembrie 1392 -  decembrie 1394), menționat în uricul emis de fiul acestuia, Iuga al Moldovei (1398-1400) la Strahotin între 2 iulie 1398 - 28 noiembrie 1399. Este cel care a dat numele familiei de boieri Brăescu, cu descendenți până în prezent.
Textul uricului (în traducere):
„Din mila lui Dumnezeu, noi, Iuga voievod, domn al Țării Moldovei. Facem cunoscut, cu cartea noastră, tuturor bunilor pani care o vor vedea sau o vor auzi, că această adevărată slugă a noastră, pan Braia, a slujit mai înainte sfântrăposaților noștri părinți, iar astăzi ne slujește nouă cu dreaptă și credincioasă slujbă. De aceea, noi, văzând credincioasa lui slujbă, l-am miluit cu deosebita milă, i-am dat un loc, pe Strahotin uric, cu tot venitul, lui, și copiilor lui, și strănepoților lui, și răstrănepoților lui. Iar hotarul lui să fie mai sus de Strahotin, în sus pe Jijia, la Movila Vulturului, și de acolo, de-a curmezișul, pe drumul Strahotinului, de la pan Costea, pe marginea Strahotinului, drept pe coasta dealului, și de acolo, de-a curmezișul peste Jijia, pe drum, la Dealul Mare, pe drumul acela până la Movila Vulturului. Acesta îi este tot hotarul. Iar la aceasta este credința mea, a lui Iuga voievod, și credința copiilor mei și credința lui Ștefan voievod și a copiilor lui, credința fraților lui, credința lui Olecsandro, credința lui Bogdan, credința lui Bratul Netedul și credința lui Stanislav Rotompan și credința lui Costea, credința lui Stravici, credința lui Bârlea de la Hârlău, credința lui Roman, credința lui Baliță, credința tuturor boierilor moldoveni, a lui Brae și a fratelui său, Petrică, și a copiilor lor. Iar după viața noastră, cine va fi domn în țară, să nu-i ia dania noastră și înscrisul nostru fără vina lui. Cine îi va lua, acela să fie blestemat de Dumnezeu și de preacurata lui Maică, acela să fie asemenea tuturor lepădaților care s-au lepădat de Dumnezeu.”—...